# Cotylana conspurcata
Cotylana conspurcata är en insektsart som först beskrevs av Melichar 1906.  Cotylana conspurcata ingår i släktet Cotylana och familjen sköldstritar. Inga underarter finns listade i Catalogue of Life.